# Сьерра-Леоне (река)
Сьерра-Леоне (англ. Sierra Leone River) — река с эстуарием в Атлантическом океане на западе одноимённой страны. Он образован реками Банкасока и Рокель и имеет ширину от 6 до 16 км и 40 км в длину. Близ реки находятся крупнейшие порты: Набережная Елизаветы Второй и Пепель. Река также важна для судоходства. Это самая большая естественная гавань на африканском континенте. В эстуарии находятся несколько островов, такие как Тассо (крупнейший среди всех), Томбо и Банс (имеющий историческое значение — на острове находится замок, построенный английскими работорговцами).

## Населённые пункты
Река разделяет город Фритаун, столицу страны Сьерра-Леоне (южная сторона гавани), и главный аэропорт страны, Международный аэропорт Лунги. Из аэропорта во Фритаун можно добраться при помощи скоростного катера или паромом.

## Экология
Согласно Рамсарской конвенции, 13 декабря 1999 года река была назначена водно-болотным угодьем, имеющим международное значение.
Территория в основном представляет собой мангровые болота, но также включает в себя приливно-отливные пресноводные болотные леса.